# DmC: Devil May Cry
DmC: Devil May Cry est un jeu vidéo d'action de type Hack 'n' Slash développé par Ninja Theory et édité par Capcom. Il est commercialisé le 15 janvier 2013 sur PlayStation 3 et Xbox 360 et le 25 janvier 2013 sur PC. Ce cinquième volet des Devil May Cry propose de renouveler la série sur de nouvelles bases, il n’intègre donc pas la continuité des épisodes précédents.
Le jeu propose d'incarner le personnage de Dante (Devil May Cry), adolescent et à la recherche de ses origines.

## Synopsis
Le monde est presque sous le contrôle total de Mundus, roi des démons, qui le tient par la dette. Dante, fils de Sparda (un démon) et Eva (un ange), est un jeune chasseur de démon arrogant. Ils sont, avec son frère jumeau Vergil, les derniers « nephilims ». Selon la légende, seul un nephilim (hybride né du croisement entre un démon et un ange) serait capable de tuer le roi démon. Traqué par Mundus, Dante, aidé de Kat et Vergil et armé de son épée Rébellion et de ses pistolets Ebony et Ivory, va tenter de sauver le monde.
Le trio s'en prend tout d'abord à la succube, démon secrétant une substance distillée dans une boisson, rendant les humains dociles. Puis à Bob Barbas, démon contrôlant les médias en faveur de Mundus. Au cours de ces missions, Dante et Kat se rapprochent énormément, tombant peu à peu amoureux. À la suite de ces attaques, Mundus capture Kat et exige que Dante se rende, ignorant que Vergil est un nephilim et le frère de Dante.
Les deux frères capturent alors Lilith, compagne de Mundus et enceinte de lui, et exigent un échange contre Kat. Ils parviennent à la récupérer, mais Vergil choisit d'abattre Lilith pour priver Mundus de sa descendance. Le trio attaque ensuite Mundus, et les deux frères parviennent à le tuer, vengeant leurs parents et libérant l'humanité de son emprise.
Le monde découvre donc l'existence des démons, mais alors qu'une nouvelle ère commence, Vergil annonce à Dante qu'il a l'intention de prendre le contrôle des humains, qu'il considère trop faibles pour se défendre seuls et trop imparfaits pour progresser sans guide. Dante refuse de livrer l'humanité à un nouveau tyran et tue presque son frère au cours d'un terrible duel, mais accepte de l'épargner à la demande de Kat. Vergil renonce à son humanité et commence à prendre le contrôle des démons pendant que Dante, aux côtés de Kat, déclare que la terre est désormais sous sa protection.

## Personnages
- Dante (VO : Tim Phillipps ; VF : Benjamin Pascal)
- Vergil (VO : David de Lautour ; VF : Jérémy Prévost)
- Kat (VO : Sage Mears ; VF : Jessica Monceau)
- Mundus (VO : Louis Herthum ; VF : Patrick Béthune)
- Lilith (VO : Robin Riker ; VF : Emmanuelle Bondeville)
- Phinéas (VO : Lou Beatty Jr. ; VF : Benoit Allemane)
- Eva, succube (VO : Race Davies ; VF : Nathalie Homs)
- Bob Barbas (VO : Louis Herthum ; VF : Stéphane Roux)
- Limier (VO : Richard Ridings ; VF : Jean-Claude Sachot)

## Musique
C'est la voix du chanteur Andy Laplegua, du groupe de musique Combichrist, ainsi qu'une soundtrack du groupe Noisia qui sont responsables de l'ambiance sombre et envoûtante que l'on peut entendre en jouant Dante dans le jeu. L'album de Combichrist se nomme No Redemption, sorti en 2013.

## Critiques
Le jeu a reçu un accueil plutôt positif de la part de la presse internationale. Applaudissant le gameplay et la direction artistique, certains organismes n'hésitent pas cependant à critiquer son scénario décevant, malgré quelques bonnes idées. Quelques notes de la presse française et internationales :
- Jeuxvideo.com : 15/20 (16/20 sur PC)
- Gameblog : 4/5
- Gamekult : 7/10
- Famitsu : 34/40
- Game Informer : 9/10